# 静岡県第1区
静岡県第1区（しずおかけんだい1く）は、日本の衆議院議員総選挙における選挙区。1994年（平成6年）の公職選挙法改正で設置。

## 区域

### 現在の区域
2022年（令和4年）公職選挙法改正以降の区域は以下のとおりである。区の境界線により4区との間で調整は行われた。
- 静岡市
  - 葵区
  - 駿河区

### 2022年以前の区域
2013年（平成25年）公職選挙法改正から2022年の小選挙区改定までの区域は以下のとおりである。2013年、2017年と小選挙区の区割りが見直されたが、静岡県内の選挙区の境界に変更がなかった。
- 静岡市
  - 葵区のほぼ全域
    - 本庁管内（瀬名川3丁目5番25・50〜59号を除く）
    - 井川支所管内

  - 駿河区のほぼ全域
    - 本庁管内（谷田のうち、2003年（平成15年）3月31日において清水市であった区域を除く ※ただし該当区域に居住者なし）
    - 長田支所管内

  - 清水区のごく一部
    - 本庁管内の楠694番地1、694番地3（※ただし該当区域に居住者なし）

1994年（平成6年）公職選挙法改正から2013年の小選挙区改定までの区域は以下のとおりである。
- 静岡市

2003年4月1日に現在の静岡市が誕生し、政令指定都市指定時の2005年4月1日に旧清水市の楠の一部（長尾川より左岸側の区域）が葵区瀬名川三丁目、旧清水市の谷田、草薙の各一部が駿河区谷田（※谷田は旧静岡と旧清水にまたがる）に属するとされたが、この場合は、合併後の原始的な行政区の新設によるものだったので13条3項本文の適用を受け選挙区は静岡4区のままであり、未だ変更されていない。2005年総選挙、2009年総選挙、2012年総選挙は、従来どおりの選挙区で実施している。このため、1区の投票所の中に4区の投票所を併設し、該当地域の6世帯15人を対象とした選挙ポスター掲示板を同地域に設置している。
これに対し2005年11月16日に旧清水市であった鳥坂地区の一部（1664番地以上の区域）は清水区から葵区東瀬名町15番〜17番に変更となったが、政令指定都市指定後であったため行政区の境界変更の扱いになり、公職選挙法269条、令141条の2第2項、法13条3項ただし書、4項、令2条1項により、2008年4月28日付け総務省告示第256号により旧鳥坂地区については、葵区が前述の経緯で2つに選挙区に属する行政区であったため、総務大臣が静岡1区に属する区域と告示したので、こちらについては選挙区の分断が避けられるということになるという、「境界変更」の時期が違うことにより選挙区の分断が避けられるかどうかが異なるという現象が生じることになった。

## 歴史
静岡市の経済の中心地であり、多くの企業や観光施設、商業施設を抱える。一方で、葵区の北部には南アルプスの山間部で過疎地域をもつ。保守系が強いものの選挙では候補者が乱立する傾向がある。第41回では新進党の大口善徳が当選したが、公明党に移った第42回では上川陽子に2,382票差の僅差ながら得票数3位となり、比例東海ブロックに重複立候補していなかったため議席を失った。この選挙では上川に572票差で惜敗した民主党の牧野聖修が比例復活当選し、これ以降約15年にわたり上川と牧野の争いが続くこととなる。
第43回から上川は自由民主党の公認を得たが、この時は牧野に7,308票差で雪辱を許し、比例復活当選となった。郵政解散による追い風を受けた第44回では、次点に3万票以上の大差をつけ小選挙区を奪還。牧野は3番手に終わり、議席を失った。一転して自民党に逆風が吹いた第45回では牧野が上川に比例復活を許さず当選したが、安倍晋三新総裁で臨んだ第46回では逆に民主党へ逆風が吹く形となり、上川が大差で当選。牧野は議席を失った。ここまでは上川と牧野が交互に当選していたが、第47回で上川が初めて連勝を飾り、連敗となった牧野は政界を引退した。
牧野の後継を巡っては、弁護士の青山雅幸を推す牧野ら民進党静岡1区総支部役員と、元メリルリンチ日本証券社員の福村隆を推す民進党県連で対立が生じ、牧野らが集団離党する事態となった。また、この他にも日本維新の会元職の小池政就や、青山と同様に牧野の後任を目指していた元職の高橋美穂が出馬を予定していた。第48回総選挙の際は、これらとは別に希望の党が2017年静岡県知事選挙候補だった溝口紀子や、元プロ野球選手の山﨑一玄に出馬を打診したが両者とも固辞した。解散後の9月28日には民進党が希望の党への合流を決めたが、希望の党は最終的に小池政就を当選挙区で公認し、福村は静岡7区に、高橋は北海道4区に国替えとなった。そのため、静岡1区では上川と小池、立憲民主党に参加した青山による三つ巴となり上川が制した。また青山は比例で復活当選したが直後に報じられた女性問題により立憲民主党から無期限の党員資格停止処分を受け、後に離党した。
第49回総選挙に向けては、希望の党の流れを汲む国民民主党が2019年5月に高橋を1区に、福村を静岡2区に擁立すると発表し、両者の競合については回避された。しかし、同年の参院選静岡県選挙区で立憲が国民現職の榛葉賀津也に刺客候補を擁立したしこりが根強く残り、立憲・国民両党間での候補者一本化には至らず、2021年10月の総選挙では立憲民主党の遠藤行洋、国民民主党の高橋、維新に移籍した青山が立候補し野党候補が乱立。一方で日本共産党は擁立予定だった島津幸広を公示直前に比例単独に変更した。結果、法務大臣を3度務めた知名度を持つ上川が他候補の比例復活も許さない圧勝を遂げた。2023年の第2次岸田第2次改造内閣で上川は川口順子以来の女性外務大臣となった。
第50回総選挙では、自民党の政治資金パーティー裏金事件や、それ以前の統一教会（現在の世界平和統一家庭連合）との関係などの不祥事が報じられていたことによって、静岡県も含め、全国的に得票率や支持率などが低下していたにもかかわらず、立憲民主党から立候補した高橋らに比例復活を許さず、上川が再選。

## 小選挙区選出議員
| 選挙名                 | 年                 | 当選者   | 党派       |
| ---------------------- | ------------------ | -------- | ---------- |
| 第41回衆議院議員総選挙 | 1996年（平成8年）  | 大口善徳 | 新進党     |
| 第42回衆議院議員総選挙 | 2000年（平成12年） | 上川陽子 | 無所属     |
| 第43回衆議院議員総選挙 | 2003年（平成15年） | 牧野聖修 | 民主党     |
| 第44回衆議院議員総選挙 | 2005年（平成17年） | 上川陽子 | 自由民主党 |
| 第45回衆議院議員総選挙 | 2009年（平成21年） | 牧野聖修 | 民主党     |
| 第46回衆議院議員総選挙 | 2012年（平成24年） | 上川陽子 | 自由民主党 |
| 第47回衆議院議員総選挙 | 2014年（平成26年） | 上川陽子 | 自由民主党 |
| 第48回衆議院議員総選挙 | 2017年（平成29年） | 上川陽子 | 自由民主党 |
| 第49回衆議院議員総選挙 | 2021年（令和3年）  | 上川陽子 | 自由民主党 |
| 第50回衆議院議員総選挙 | 2024年（令和6年）  | 上川陽子 | 自由民主党 |

## 選挙結果
時の内閣：第1次石破内閣 解散日：2024年10月9日 公示日：2024年10月15日
当日有権者数：38万890人 最終投票率：53.99%（前回比：3.00%） （全国投票率：53.85%（2.08%））
| 当落 | 候補者名 | 年齢 | 所属党派     | 新旧 | 得票数       | 得票率 | 惜敗率 | 推薦・支持               | 重複 |
| ---- | -------- | ---- | ------------ | ---- | ------------ | ------ | ------ | ------------------------ | ---- |
| 当   | 上川陽子 | 71   | 自由民主党   | 前   | 114,278票    | 56.81% | ――     | 公明党推薦               | ○    |
|      | 高橋美穂 | 59   | 立憲民主党   | 元   | 47,375票     | 23.55% | 41.46% | 社会民主党静岡県連合推薦 | ○    |
|      | 山下洸棋 | 33   | 日本維新の会 | 新   | 22,239票     | 11.06% | 19.46% |                          | ○    |
|      | 鈴木節子 | 69   | 日本共産党   | 新   | 13,593.926票 | 6.76%  | 11.90% |                          |      |
|      | 鈴木惇弘 | 82   | 無所属       | 新   | 3,675.072票  | 1.83%  | 3.22%  |                          | ×    |

- 山下は第49回は6区から立候補した。

時の内閣：第1次岸田内閣 解散日：2021年10月14日 公示日：2021年10月19日
当日有権者数：38万7132人 最終投票率：50.99%（前回比：2.52%） （全国投票率：55.93%（2.25%））
| 当落 | 候補者名 | 年齢 | 所属党派     | 新旧 | 得票数    | 得票率 | 惜敗率 | 推薦・支持 | 重複 |
| ---- | -------- | ---- | ------------ | ---- | --------- | ------ | ------ | ---------- | ---- |
| 当   | 上川陽子 | 68   | 自由民主党   | 前   | 101,868票 | 52.35% | ――     | 公明党推薦 | ○    |
|      | 遠藤行洋 | 59   | 立憲民主党   | 新   | 53,974票  | 27.74% | 52.98% |            | ○    |
|      | 高橋美穂 | 56   | 国民民主党   | 元   | 21,074票  | 10.83% | 20.69% |            | ○    |
|      | 青山雅幸 | 59   | 日本維新の会 | 前   | 17,667票  | 9.08%  | 17.34% |            | ○    |

- 投票結果、開票結果 - 静岡県選挙管理委員会
- 静岡県選挙管理委員会は2021年11月2日、静岡県第1区の当選者を上川陽子とする告示をした[20]。

時の内閣：第3次安倍第3次改造内閣 解散日：2017年9月28日 公示日：2017年10月10日
当日有権者数：39万1598人 最終投票率：53.51%（前回比：0.6%） （全国投票率：53.68%（1.02%））
| 当落 | 候補者名 | 年齢 | 所属党派   | 新旧 | 得票数   | 得票率 | 惜敗率 | 推薦・支持     | 重複 |
| ---- | -------- | ---- | ---------- | ---- | -------- | ------ | ------ | -------------- | ---- |
| 当   | 上川陽子 | 64   | 自由民主党 | 前   | 96,500票 | 46.88% | ――     | 公明党推薦     | ○    |
|      | 小池政就 | 43   | 希望の党   | 元   | 56,086票 | 27.25% | 58.12% |                | ○    |
| 比当 | 青山雅幸 | 55   | 立憲民主党 | 新   | 38,531票 | 18.72% | 39.93% | 社会民主党推薦 | ○    |
|      | 鈴木千佳 | 46   | 日本共産党 | 新   | 14,732票 | 7.16%  | 15.27% |                |      |

- 投票結果、開票結果 - 静岡県選挙管理委員会
- 静岡県選挙管理委員会は2017年10月24日、静岡県第1区の当選者を上川陽子とする告示をした[21]。
- 中央選挙管理会は2017年10月27日、比例東海ブロックの当選者を大口善徳（公明・前職）、本選挙区と重複立候補した青山雅幸を含む21人とする告示をした[22]。

時の内閣：第2次安倍改造内閣 解散日：2014年11月21日 公示日：2014年12月2日
当日有権者数：38万5176人 最終投票率：52.91%（前回比：6.88%） （全国投票率：52.66%（6.66%））
| 当落 | 候補者名 | 年齢 | 所属党派   | 新旧 | 得票数   | 得票率 | 惜敗率 | 推薦・支持 | 重複 |
| ---- | -------- | ---- | ---------- | ---- | -------- | ------ | ------ | ---------- | ---- |
| 当   | 上川陽子 | 61   | 自由民主党 | 前   | 89,544票 | 44.90% | ――     | 公明党推薦 | ○    |
|      | 小池政就 | 40   | 維新の党   | 前   | 47,986票 | 24.06% | 53.59% |            | ○    |
|      | 牧野聖修 | 69   | 民主党     | 元   | 45,238票 | 22.68% | 50.52% |            | ○    |
|      | 河瀬幸代 | 63   | 日本共産党 | 新   | 16,682票 | 8.36%  | 18.63% |            |      |

- 投票結果、開票結果 - 静岡県選挙管理委員会
- 静岡県選挙管理委員会は2014年12月16日、静岡県第1区の当選者を上川陽子とする告示をした[23]。
- このほかに、中央選挙管理会は2014年12月19日、比例東海ブロックの当選者を大口善徳（公明・前職）、島津幸広（共産・新人）（本選挙区内に居住）を含む21人とする告示をした[24]。

時の内閣：野田第3次改造内閣 解散日：2012年11月16日 公示日：2012年12月4日
当日有権者数：38万4803人 最終投票率：59.79%（前回比：7.78%） （全国投票率：59.32%（9.96%））
| 当落 | 候補者名 | 年齢 | 所属党派     | 新旧 | 得票数   | 得票率 | 惜敗率 | 推薦・支持   | 重複 |
| ---- | -------- | ---- | ------------ | ---- | -------- | ------ | ------ | ------------ | ---- |
| 当   | 上川陽子 | 59   | 自由民主党   | 元   | 81,278票 | 36.18% | ――     | 公明党推薦   | ○    |
|      | 牧野聖修 | 67   | 民主党       | 前   | 53,773票 | 23.94% | 66.16% | 国民新党推薦 | ○    |
|      | 尾崎剛司 | 36   | 日本維新の会 | 新   | 41,479票 | 18.47% | 51.03% |              | ○    |
| 比当 | 小池政就 | 38   | みんなの党   | 新   | 34,457票 | 15.34% | 42.39% |              | ○    |
|      | 河瀬幸代 | 61   | 日本共産党   | 新   | 13,646票 | 6.07%  | 16.79% |              |      |

- 静岡県選挙管理委員会は2012年12月18日、静岡県第1区の当選人を上川陽子とする告示をした[25]。
- 中央選挙管理会は2012年12月21日、比例東海ブロックの当選人を小池政就を含む21人とする告示をした[26]。

時の内閣：麻生内閣 解散日：2009年7月21日 公示日：2009年8月18日
当日有権者数：38万4117人 最終投票率：67.57%（前回比：0.55%） （全国投票率：69.28%（1.77%））
| 当落 | 候補者名 | 年齢 | 所属党派   | 新旧 | 得票数    | 得票率 | 惜敗率 | 推薦・支持   | 重複 |
| ---- | -------- | ---- | ---------- | ---- | --------- | ------ | ------ | ------------ | ---- |
| 当   | 牧野聖修 | 64   | 民主党     | 元   | 120,904票 | 47.29% | ――     | 国民新党推薦 | ○    |
|      | 上川陽子 | 56   | 自由民主党 | 前   | 96,096票  | 37.59% | 79.48% | 公明党推薦   | ○    |
|      | 佐藤剛   | 36   | みんなの党 | 新   | 21,285票  | 8.33%  | 17.60% |              | ○    |
|      | 池野元章 | 49   | 日本共産党 | 新   | 14,293票  | 5.59%  | 11.82% |              |      |
|      | 中野雄太 | 35   | 幸福実現党 | 新   | 3,071票   | 1.20%  | 2.54%  |              |      |

- 佐藤は得票率が10%以上あれば比例復活できるはずだったが届かず、復活資格を喪失した。

時の内閣：第2次小泉改造内閣 解散日：2005年8月8日 公示日：2005年8月30日
当日有権者数：38万2322人 最終投票率：67.02%（前回比：6.64%） （全国投票率：67.51%（7.65%））
| 当落 | 候補者名 | 年齢 | 所属党派   | 新旧 | 得票数   | 得票率 | 惜敗率 | 推薦・支持 | 重複 |
| ---- | -------- | ---- | ---------- | ---- | -------- | ------ | ------ | ---------- | ---- |
| 当   | 上川陽子 | 52   | 自由民主党 | 前   | 99,702票 | 39.49% | ――     | 公明党推薦 | ○    |
|      | 田辺信宏 | 44   | 無所属     | 新   | 69,111票 | 27.38% | 69.32% |            | ×    |
|      | 牧野聖修 | 60   | 民主党     | 前   | 67,560票 | 26.76% | 67.76% |            | ○    |
|      | 池野元章 | 45   | 日本共産党 | 新   | 16,077票 | 6.37%  | 16.13% |            |      |

- 投票結果[27]、開票結果[28]
- 静岡県選挙管理委員会は2005年9月13日、静岡県第1区の当選者を上川陽子とする告示をした[29]。
- 田辺は2011年、静岡市長選挙に当選。

時の内閣：第1次小泉第2次改造内閣 解散日：2003年10月10日 公示日：2003年10月28日
当日有権者数：37万9980人 最終投票率：60.38%（前回比：4.48%） （全国投票率：59.86%（2.63%））
| 当落 | 候補者名 | 年齢 | 所属党派   | 新旧 | 得票数   | 得票率 | 惜敗率 | 推薦・支持   | 重複 |
| ---- | -------- | ---- | ---------- | ---- | -------- | ------ | ------ | ------------ | ---- |
| 当   | 牧野聖修 | 58   | 民主党     | 前   | 74,745票 | 33.48% | ――     |              | ○    |
| 比当 | 上川陽子 | 50   | 自由民主党 | 前   | 67,437票 | 30.21% | 90.22% | 保守新党推薦 | ○    |
|      | 田辺信宏 | 42   | 無所属     | 新   | 59,937票 | 26.85% | 80.19% |              | ×    |
|      | 河瀬幸代 | 52   | 日本共産党 | 新   | 15,032票 | 6.73%  | 20.11% |              |      |
|      | 石塚聡   | 45   | 社会民主党 | 新   | 6,093票  | 2.73%  | 8.15%  |              | ○    |

- 投票結果[30]、開票結果[31]
- 静岡県選挙管理委員会は2003年11月11日、静岡県第1区の当選者を牧野聖修とする告示をした[32]。
- 中央選挙管理会は2003年11月14日、比例東海ブロックの当選者を上川陽子を含む21人とする告示をした[33]。
- 田辺は自民党所属の県議であったが無所属で出馬。

時の内閣：第1次森内閣 解散日：2000年6月2日 公示日：2000年6月13日
当日有権者数：37万6886人 最終投票率：64.86%（前回比：2.62%） （全国投票率：62.49%（2.84%））
| 当落 | 候補者名 | 年齢 | 所属党派   | 新旧 | 得票数   | 得票率 | 惜敗率 | 推薦・支持 | 重複 |
| ---- | -------- | ---- | ---------- | ---- | -------- | ------ | ------ | ---------- | ---- |
| 当   | 上川陽子 | 47   | 無所属     | 新   | 58,358票 | 24.23% | ――     |            | ×    |
| 比当 | 牧野聖修 | 55   | 民主党     | 元   | 57,786票 | 23.99% | 99.02% |            | ○    |
|      | 大口善徳 | 44   | 公明党     | 前   | 55,976票 | 23.24% | 95.92% | 保守党推薦 |      |
|      | 戸塚進也 | 60   | 自由民主党 | 元   | 43,734票 | 18.16% | 74.94% |            | ○    |
|      | 島津幸広 | 43   | 日本共産党 | 新   | 23,674票 | 9.83%  | 40.57% |            |      |
|      | 浅野光雪 | 48   | 自由連合   | 新   | 1,327票  | 0.55%  | 2.27%  |            |      |

- 投票結果[34]、開票結果[35]
- 静岡県選挙管理委員会は2000年6月27日、静岡県第1区の当選者を上川陽子とする告示をした[36]。
- 中央選挙管理会は2000年6月30日、比例東海ブロックの当選者を牧野聖修を含む21人とする告示をした[37]。
- 自民党から戸塚、公明党から大口が立候補し与党分裂になったばかりか上川が自民党籍を持ったまま無所属で立候補し与党系3分裂となったが上川が当選した。自民党公認候補がいながら静岡1区での出馬を強行したため上川はいったん除名されるものの、のちに復党。戸塚は掛川市長へ転身。大口は次回総選挙からこの選挙区を地盤に比例東海ブロックへ鞍替え。

時の内閣：第1次橋本内閣 解散日：1996年9月27日 公示日：1996年10月8日
当日有権者数：36万9430人 最終投票率：62.24%（前回比：6.73%） （全国投票率：59.65%（8.11%））
| 当落 | 候補者名 | 年齢 | 所属党派   | 新旧 | 得票数   | 得票率 | 惜敗率 | 推薦・支持     | 重複 |
| ---- | -------- | ---- | ---------- | ---- | -------- | ------ | ------ | -------------- | ---- |
| 当   | 大口善徳 | 41   | 新進党     | 前   | 48,650票 | 21.52% | ――     |                |      |
|      | 戸塚進也 | 56   | 自由民主党 | 元   | 37,061票 | 16.39% | 76.18% |                | ○    |
|      | 天野進吾 | 54   | 無所属     | 新   | 35,642票 | 15.76% | 73.26% |                | ×    |
|      | 牧野聖修 | 51   | 民主党     | 前   | 28,987票 | 12.82% | 59.58% | 社会民主党推薦 | ○    |
|      | 上川陽子 | 43   | 無所属     | 新   | 26,828票 | 11.86% | 55.14% |                | ×    |
|      | 杉山恒雄 | 62   | 日本共産党 | 新   | 18,496票 | 8.18%  | 38.02% |                |      |
|      | 松永廣次 | 67   | 無所属     | 新   | 15,526票 | 6.87%  | 31.91% |                | ×    |
|      | 木宮岳志 | 44   | 無所属     | 新   | 14,925票 | 6.60%  | 30.68% |                | ×    |

- 投票結果[38]、開票結果[39]
- 静岡県選挙管理委員会は1996年10月22日、静岡県第1区の当選者を大口善徳とする告示をした[40]。
- この時の上川は純粋無所属として出馬。自民党公認候補は戸塚であったが、戸塚に反発した党支部が天野を支援したほか、木宮和彦の甥の木宮岳志も出馬した。